# Utilitarian
| Оценки критиков | Оценки критиков |
| Источник        | Оценка          |
| --------------- | --------------- |
| AllMusic        | [ 2 ]           |
| Spin            | [ 3 ]           |
| Thrash Hits     | [ 4 ]           |
| Dark City       | [ 5 ]           |

Utilitarian — четырнадцатый студийный альбом английской дэт-метал/грайндкор группы Napalm Death. Диск вышел 27 февраля 2012 года в Соединённом королевстве и 28 февраля — во всём мире.
Диск был записан в 2011 году. 16 января 2012 года был выпущен двух трековый сингл на виниле: «Analysis Paralysis» в трек-лист которого входила бонусная вне альбомная песня Youth Offender .
Список композиций был опубликован 25 января 2012 года.

## Список композиций
1. «Circumspect» — 2:17
2. «Errors in the Signals» — 3:02
3. «Everyday Pox» — 2:12
4. «Protection Racket» — 4:00
5. «The Wolf I Feed» — 2:57
6. «Quarantined» — 2:47
7. «Fall on Their Swords» — 3:57
8. «Collision Course» — 3:14
9. «Orders of Magnitude» — 3:21
10. «Think Tank Trials» — 2:27
11. «Blank Look About Face» — 3:12
12. «Leper Colony» — 3:23
13. «Nom de Guerre» — 1:07
14. «Analysis Paralysis» — 3:23
15. «Opposite Repellent» — 1:22
16. «A Gag Reflex» — 3:30
17. «Aim Without an Aim» (бонус-трек) — 3:06
18. «Everything in Mono» (бонус-трек) — 2:49
19. «Standardization» (бонус-трек в лимитированном двойном виниловом издании) — 02:45

## Участники записи
- Марк «Барни» Гринуэй — вокал
- Митч Харрис — гитара, вокал
- Шэйн Эмбери — бас
- Дэнни Эррера — барабаны
- Джон Зорн — саксофон («Everyday Pox»)